# 足柱兰
足柱兰（学名：Dendrochilum uncatum），为兰科足柱兰属下的一个植物种。

## 扩展阅读
- 维基共享资源上的相關多媒體資源：足柱兰